# エイブ・ベイリー
初代準男爵サー・アブラハム・ベイリー(Sir Abraham Bailey, 1st Baronet、1864年11月6日、南アフリカ、東ケープ、クラドック生まれ – 1940年8月10日、南アフリカ、ミューゼンバーグ没)は南アフリカのダイヤモンド王。政治家、金融家、クリケット選手でもあり、聖マイケル・聖ジョージ勲章を授与された。

## 経歴
1860年に南アフリカで結婚したトーマスとアンにはメアリー、アブラハム、スザンナ、アリスの4人の子供がいた。その後、アンが1872年に亡くなった時にエイブはわずか7歳だった。ベイリーの母親であるアンドラモンドマキューアンは生まれつきスコットランド人であり、父親のトーマス・ベイリーはヨークシャー出身だった。エイブ・ベイリーは、最初はキースリーで、後にクルーワー・ハウスで教育を受けるためにイギリスに送られた。
1899年10月の第二次ボーア戦争の勃発後、1899年12月下旬にロンドンからの帝国志願兵の軍団が結成された。軍団には歩兵、騎馬歩兵、砲兵師団が含まれ、ロンドン市帝国志願兵の名前で認可された。それは1900年1月に南アフリカに進み、同じ年の10月に戻り、1900年12月に解散した。ベイリーは1900年1月3日に騎馬歩兵師団の副官に任命され、陸軍の中尉に一時的に任命された。
第一次世界大戦に私設特殊部隊とも言えるベイリーズ・サウス・アフリカン・シャープシューターズを派兵した。

## 政治家として
1902年10月にケープ植民地立法議会のバークリーウェスト選挙区の進歩党候補として当選セシル・ローズが首相を務めていた。

## クリケット選手としての活動
彼はクリケットの選手としても活躍しており、トランスバールで3つのファーストクラスクリケットの試合をした。
彼は1912年に行われたオーストラリア、イングランド、南アフリカの三カ国によるトーナメントの開催で重要な役割を果たした。
彼は1907年にイギリスへの旅行で最初に三カ国によるトーナメントのアイデアを提案し、次のように述べている。
「帝国内のライバル関係は、クリケットを国技と見なす何千人もの親族全員をより親密な関心に引き寄せることに失敗することはありません。おそらくアマチュアリズムに直接刺激を与えるでしょう」

## アートコレクション
芸術への関心は彼の願望やイギリスに上陸した紳士のライフスタイルと同様に、彼の個人的なアートコレクションの形成に影響を与えた。このコレクションは主に彼のロンドンの自宅に展示され、第二次世界大戦中（1939〜 1945年）にイギリス北部に安全に保管するために移動された。1940年に彼が亡くなると、彼の意志の条件により、彼の名前で確立された特別な信託の保護下に彼のコレクションが置かれ、南アフリカの国に遺贈された。ベイリーは、この性質の遺贈を南アフリカに残した数少ない南アフリカのランドロードの1人だった。
彼の特別な寄贈により、このコレクションはケープタウンの南アフリカ国立美術館の管理下に置かれ、1947年に最初に展示されました。絵画、版画、絵画を含む400を超えるアイテム、「サー・エイブ・ベイリー遺贈」南アフリカ国立美術館で今日まで開催された最大の遺贈である。また、世界の公立美術館が保有する英国のスポーツアートの最大のコレクションの1つでもある。「サー・エイブ・ベイリー・トラスト」は積極的にその維持に関与し、そしてコレクションの保全作業をしている。

## 奨学金
彼の名を冠した「エイブ・ベイリー・トラベル・バーサリー」という奨学金制度があり毎年、英国へ海外留学するための奨学金が優秀な大学生と若い学者（25歳未満）に授与される。

## 家族

### 最初の結婚による妻と子供
- 妻：キャロライン・メアリー・パドン（1902年3月23日）
- 第一子：セシル・マルグリート・ベイリー（1895年6月8日– 1962年6月29日）; ウィリアム・F・クリスティー博士と結婚した。
- 第二子：ジョン・ミルナー・ベイリー卿、第2Bt。（1900年6月15日イーストグリンステッド– 1946年2月13日南アフリカ、ケープタウン）; 1932年12月12日にダイアナ・チャーチルと最初の結婚（ウィンストン・チャーチル卿とクレメンタイン・オギルビー・ホジエの長女)(1935年に離婚)、1939年10月18日にムリエル・マリンズと二度目の結婚をした（1945年に離婚した）。最後に、1945年5月4日にステラ・メアリー・キアッピーニと結婚した。

### 二度目の結婚による妻と子供
- 妻：メアリー・ウェステンラ（1890年12月1日- 1960年7月29日）、デリック・ワーナーウィリアム・ウェステンラの五番目の娘、彼女は当時最高のイギリス人女性飛行士でありイギリスから南アフリカの地獄の先端まで飛行機を個人的に飛ばして戻ってきた（Time誌、1930年1月28日号）。1930年1月、彼女は大英帝国勲章（DBE）のデイム司令官になり、デイム・メアリー・ベイリーのスタイルになった。
- ミティ・メアリー・スター・ベイリー（1913年8月1日-1961年4月10日）; ジョン・グラント・ローソン卿の息子であるロビン・グラント・ローソンと結婚した。1934年5月23日（1935年に離婚）; 第二に、1935年12月にウィリアム・フレデリック・ロイドと結婚した（1947年に離婚した）。最後に、1947年にジョージ・エドワード・フレデリック・ロジャースと結婚した（1958年に離婚した）。
- デリック・トーマス・ルイス・ベイリー卿、第3Bt。（b。1918年8月15日– 2009年6月19日）; 最初に、1946年7月18日にキャサリン・ナンシー・ダーリングと結婚した（1980年以前に離婚した）。第二に、1980年にジャン・ロスコー夫人（旧姓は不明）と結婚した（1990年に離婚した）。
- アン・ヘスター・ジア・ベイリー（1918年8月15日– 1979年10月3日）; 結婚し、最初に、ピアス・ニコラス・ネッタービル・シンノット（離婚）。
- ジェームズ・リチャード・アベ・ベイリー（1919年10月23日– 2000年2月29日）; 最初に、1958年にジリアン・メアリー・パーカーと結婚した（1963年に離婚した）。第二に、1964年4月16日にバーバラ・ルイーズ・エプスタインと結婚した。
- ノレーン・ヘレン・ローズマリー・ベイリー（1921年7月27日生まれ）; 1941年1月27日のピーター・アンカー・シモンズと最初の結婚をして、1947年8月8日にジークフリート・レーベン・レヴェツァウ伯爵の息子であるピーター・クリスチャン・レーベン・レヴェツァウ伯爵と二度目の結婚をして1951年に離婚。